# Goodbye Blue Sky
Goodbye Blue Sky - utwór muzyczny brytyjskiego zespołu rockowego Pink Floyd. Pochodzi z wydanej w 1979 roku rock opery/concept albumu The Wall, i - jak większość utworów z tej płyty - napisany został przez ówczesnego lidera grupy, Rogera Watersa.

## Kompozycja
Linia melodyczna "Goodbye Blue Sky" jest dość cicha i mało dynamiczna, a brzmienie zmienia się kilkakrotnie na przestrzeni utworu. Trwa on 2 minuty i 48 sekund. Rozpoczyna się głosem niewinnego, niczego nieświadomego dziecka informującego matkę o dostrzeżonym na niebie samolocie: "Look, mummy, there's an aeroplane up in the sky!". Dźwięki gitary, początkowo kojące i spokojne, szybko stają się jednak bardziej złowrogie i ponure. Wkrótce potem następuje kolejna zmiana klimatu, i rozpoczyna się główna część liryczna utworu. Piosenka jest też w tej części nieco podobna w brzmieniu do "Granchester Meadows" z albumu Ummagumma.

## Fabuła
Jak wszystkie utwory na płycie, "Goodbye Blue Sky" przedstawia część historii jej głównego bohatera, gwiazdora rockowego imieniem Pink. W warstwie tekstowej dotyka problemów dorastania w powojennym świecie - jak bowiem w "Another Brick in the Wall, Part 1" wojna i jej okropieństwa widziane były oczyma dziecka ("Daddy's flown across the ocean"), tak "Goodbye Blue Sky" opowiada o coraz pełniejszym rozumieniu mechanizmów wojennych w miarę dorastania oraz o towarzyszącym mu stopniowym zaniku ideałów ("Why we had to run for shelter / When the promise of a brave new world / Unfouled beneath a clear blue sky?".) Te doświadczenia oraz płynące z nich gorzkie refleksje mogą stanowić częściowe wyjaśnienie późniejszych problemów psychicznych bohatera.

## Wersja filmowa
Na filmie Alana Parkera utwór ten zobrazowany został animowanymi sekwencjami autorstwa Geralda Scarfe'a. Przedstawiają one latającego po niebie gołębia, który eksploduje i ulega metamorfozie w szarpiącego ziemię i zostawiającego po sobie ślady krwi nazistowskiego orła ("Reichsadlera"). Szybuje on ponad Anglią i powoduje zrodzenie się z niej flotylli wojennych samolotów. Nadzy ludzie w maskach przeciwgazowych uciekają przed niebezpieczeństwem ("the frightened ones"), a brytyjska flaga przekształca się w krwawiący krzyż, z którego krew ścieka do ulicznej kratki kanalizacyjnej. Jest to prawdopodobnie najbardziej dramatyczna sekwencja w filmie.

## Covery
- The Future Sound of London przedstawiło swoją wersję tego utworu - "Goodbye Sky"
- Armeńsko-amerykańska grupa grająca alternatywny metal - System of a Down - kilkakrotnie wykonywała "Goodbye Blue Sky" na koncertach

## Wykonawcy
- Roger Waters - VCS3
- David Gilmour - wokale, gitara basowa, gitara akustyczna, syntezator
- Rick Wright - syntezator
- Harry Waters (syn Rogera) - głos dziecka